# Punta Contreras
Punta Contreras ist eine Landspitze an der Westküste der Anvers-Insel im Palmer-Archipel westlich der Antarktischen Halbinsel. Sie bildet den nordöstlichen Ausläufer der nördlichen Begrenzung der Einfahrt zur Perrier Bay.
Chilenische Wissenschaftler benannten sie 1962 nach Julio Contreras Aravena, einem Teilnehmer der 2. Chilenischen Antarktisexpedition (1947–1948).